# DeAndre Hopkins
DeAndre Rashaun Hopkins (Central, 6 giugno 1992) è un giocatore di football americano statunitense che milita nel ruolo di wide receiver per i  Baltimore Ravens della National Football League (NFL). Fu scelto nel corso del primo giro (27º assoluto) del Draft NFL 2013. Al college giocò a football con i Clemson Tigers.

## Carriera

### Houston Texans

#### Stagione 2013
Il 25 aprile Hopkins fu scelto come 27º assoluto nel draft 2013 dagli Houston Texans, divenendo solamente il secondo ricevitore della storia della franchigia a venire scelto nel primo giro, dopo Andre Johnson. Il 22 luglio firmò un contratto quadriennale del valore di 7,6 milioni di dollari (6,18 milioni garantiti) di cui 3,9 milioni di bonus alla firma. Debuttò come professionista partendo come titolare nella settimana 1 contro i San Diego Chargers ricevendo 5 passaggi per 66 yard. La settimana successiva disputò la sua prima grande gara, ricevendo 7 passaggi per 117 yard e segnando il touchdown della vittoria nei supplementari contro i Tennessee Titans. A fine mese, Hopkins fu premiato come miglior rookie offensivo di settembre.
Nella settimana 7 contro gli imbattuti Kansas City Chiefs, Hopkins ricevette 76 yard e il suo secondo touchdown dal quarterback rookie Case Keenum ma i Texans persero la quinta gara consecutiva. La sua stagione si concluse con 802 yard ricevute e 2 touchdown disputando tutte le 16 partite come titolare.

#### Stagione 2014

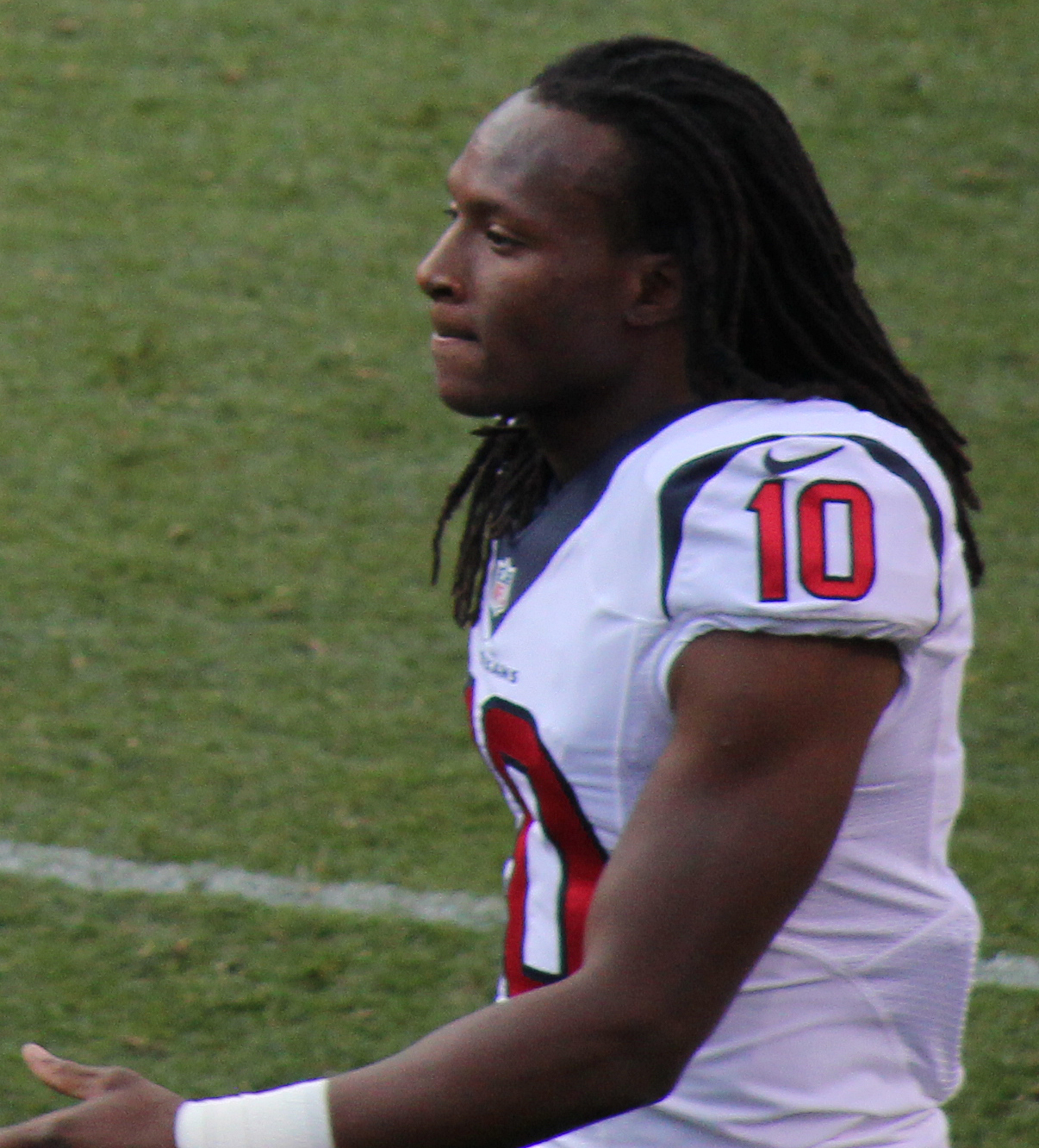
Hopkins con i Texans nel 2014

Nella prima partita della sua seconda stagione, Hopkins segnò un touchdown su passaggio del nuovo quarterback Ryan Fitzpatrick, terminando con 89 yard ricevute e riportando Houston alla vittoria dopo 14 sconfitte consecutive nell'anno precedente. Andò nuovamente a segno la domenica successiva nella vittoria sui Raiders. Nella settimana 4 superò già il suo numero di touchdown della prima stagione, segnando il terzo nella vittoria sui Bills. Nella settimana 9 ricevette 115 yard e un touchdown ma la sua squadra fu superata dagli Eagles. Nel dodicesimo turno, Hopkins stabilì un nuovo primato personale ricevendo 238 yard con 2 touchdown nella vittoria casalinga sui Titans. La sua annata si chiuse guidando i Texans con 1.210 yard ricevute e 6 touchdown giocando tutte le 16 partite come titolare.

#### Stagione 2015
Senza più Andre Johnson, Hopkins divenne definitivamente la stella del reparto di ricevitori di Houston. Aprì la stagione 2015 con due touchdown nella sconfitta contro i Chiefs. Due settimane dopo andò ancora a segno e con 101 yard ricevute contribuì alla prima vittoria stagionale di Houston. La seconda giunse nel sesto turno quando guidò i suoi con 148 yard ricevute (quarta gara consecutiva oltre le cento) e due marcature contro i Jaguars che gli valsero il premio di miglior giocatore offensivo della AFC della settimana.
Nel decimo turno, Hopkins segnò l'unico touchdown della partita su passaggio del quarterback di riserva T.J. Yates nell'ultimo periodo di gioco, portando Houston a battere a sorpresa gli imbattuti Bengals. Sette giorni dopo i Texans vinsero la terza gara consecutiva, dove ricevette 118 yard e 2 touchdown, il primo dei quali superando la marcatura diretta di Darrelle Revis in campo aperto. La sua stagione regolare si chiuse al terzo posto nella NFL sia in ricezioni (111) che in yard ricevute (1.521), con 11 touchdown segnati, venendo convocato per il primo Pro Bowl in carriera ed inserito nel Second-team All-Pro.

#### Stagione 2016
Il 30 luglio 2016, Hopkins non si presentò al training camp dopo l'annuncio di scioperare per ricevere un nuovo contratto. Scese tuttavia regolarmente in campo all'inizio dell'anno ma non riuscì a ripetere i numeri della stagione precedente, trovando di rado la giusta chimica col nuovo quarterback titolare Brock Osweiler. La sua stagione regolare si chiuse con 78 ricezioni per 954 yard e 4 touchdown. Si rifece però nel primo turno di playoff segnando un touchdown nella vittoria per 27-14 sugli Oakland Raiders all'NRG Stadium.

#### Stagione 2017
Nel 2017 Hopkins guidò la NFL con 13 touchdown su ricezione e si classificò quarto con 1.378 yard ricevute, malgrado l'avere cambiato tre diversi quarterback titolari, venendo convocato per il suo secondo Pro Bowl e inserito nel First-team All-Pro.

#### Stagione 2018

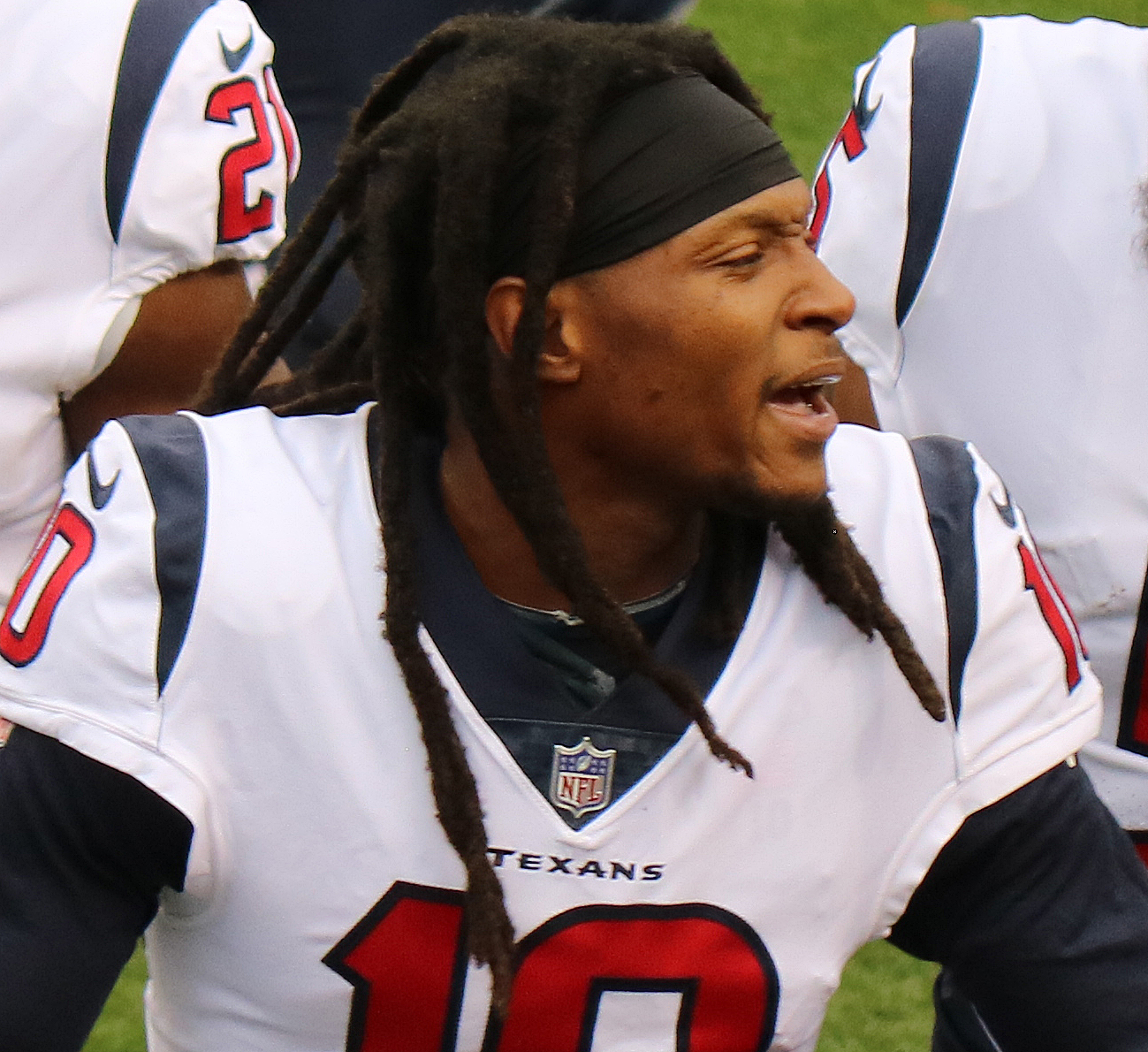
Hopkins nel 2018

Nell'ottavo turno del 2018 Hopkins ricevette per la prima volta in stagione 2 touchdown dal quarterback Deshaun Watson, con Houston che colse la quinta vittoria consecutiva. A fine stagione fu convocato per il suo terzo Pro Bowl ed inserito nel First-team All-Pro dopo i primati personali di 115 ricezioni e 1.572 yard ricevute senza avere fatto cadere un solo passaggio in tutta l'annata. I Texans vinsero la propria division con un record di 11-5 ma furono eliminati nel primo turno di playoff dai Colts.

#### Stagione 2019
Nel 2019 Hopkins fu convocato per il suo quarto Pro Bowl e inserito nel First-team All-Pro dopo avere terminato con 1.165 yard ricevute e 7 touchdown.

### Arizona Cardinals
Il 16 marzo 2020 Hopkins venne ceduto a sorpresa agli Arizona Cardinals, insieme a una scelta del quarto giro, in cambio di una scelta del secondo giro del draft NFL 2020, una del quarto giro del 2021 e il running Back David Johnson. L'8 settembre 2020 firmò un'estensione contrattuale biennale del valore di 54,5 milioni di dollari. Nella prima partita con la nuova maglia ricevette un record in carriera di 14 passaggi per 151 yard dal quarterback Kyler Murray nella vittoria sui San Francisco 49ers. Nella settimana 10 Hopkins fu decisivo ricevendo un Hail Mary pass da Murray a tempo scaduto segnando il touchdown della vittoria contro i Buffalo Bills, venendo premiato come giocatore offensivo della NFC della settimana. La sua stagione si chiuse al secondo posto nella NFL in ricezioni (115) e al terzo in yard ricevute (1.407), venendo convocato per il suo quinto Pro Bowl (non disputato a causa della pandemia di COVID-19) e incluso per la seconda volta nel Second-team All-Pro.
Il 2 maggio 2022 la NFL sospese Hopkins per sei partite per essere risultato positivo a un test antidoping. Tornò in campo nel settimo turno contro i New Orleans Saints ricevendo 10 passaggi per 103 yard. La settimana successiva terminò con 12 ricezioni per 159 yard e la prima marcatura stagionale.
Il 26 maggio 2023 Hopkins fu svincolato dai Cardinals.

### Tennessee Titans
Il 16 luglio 2023 Hopkins firmó con i Tennessee Titans un contratto biennale del valore di 26 milioni di dollari. Nel quinto turno disputò la prima partita di alto livello con la squadra ricevendo 8 passaggi per 140 yard nella sconfitta contro i Colts. Nell'ottavo turno ricevette dal quarterback rookie Will Levis, alla gara di debutto in carriera, 128 yard e 3 touchdown nella vittoria sui Falcons.

### Kansas City Chiefs
Il 23 ottobre 2024 Hopkins fu scambiato con i Kansas City Chiefs per una scelta del quarto giro.

### Baltimore Ravens
L'11 marzo 2025 Hopkins firmò con i Baltimore Ravens un contratto annuale del valore di 6 milioni di dollari.

## Palmarès
American Football Conference Championship: 1
Kansas City Chiefs: 2024
- Convocazioni al Pro Bowl: 5

2015, 2017, 2018, 2019, 2020
- First-team All-Pro: 3

2017, 2018, 2019
- Second-team All-Pro: 2

2015, 2020
- Giocatore offensivo della AFC della settimana: 1

6ª del 2015
- Giocatore offensivo della NFC della settimana: 1

10ª del 2020
- PFWA All-Rookie Team - 2013
- Rookie offensivo del mese: 1

settembre 2013
- Leader della NFL in touchdown su ricezione: 1

2017
- Club delle 10.000 yard ricevute in carriera